# زمردی غربی
زمردی غربی (نام علمی: Chlorostilbon melanorhynchus) نام یک گونه از سرده زمردی‌ها است.